# オーバープファルツ行政管区
オーバープファルツ行政管区（ドイツ語：Regierungsbezirk Oberpfalz）は、ドイツ連邦共和国バイエルン州東部に位置する行政管区である。区都はレーゲンスブルク。

## 構成

行政管区の紋章

オーバープファルツ行政管区は3つの郡独立市と7つの郡からなる。

### 郡独立市
- アンベルク
- レーゲンスブルク
- ヴァイデン・イン・デア・オーバープファルツ

### 郡
| - アンベルク＝ズルツバッハ郡 - カーム郡 - ノイマルクト・イン・デア・オーバープファルツ郡 - ノイシュタット・アン・デア・ヴァルトナープ郡 - レーゲンスブルク郡 - シュヴァンドルフ郡 - ティルシェンロイト郡 |

## 歴史
「オーバープファルツ」の名前が初めて文献に登場するのは14世紀初頭のことで、1329年にイタリアのパヴィーアで結ばれたパヴィーア条約で、ヴィッテルスバッハ家のプファルツ選帝侯領としてその名が記されている。当時の中心都市はアンベルクだった。
プファルツ選帝侯フリードリヒ5世が白山の戦いに敗れボヘミア王位を剥奪された際に領土も皇帝に没取された。1648年のヴェストファーレン条約で、ニーダープファルツはフリードリヒ5世の子カール1世ルートヴィヒに継承されたが、オーバープファルツはバイエルン選帝侯領に入れられた。1777年、プファルツ選帝侯カール・テオドールがバイエルン選帝侯マクシミリアン3世ヨーゼフからバイエルン選帝侯位をも継承した際に、ズルツバッハとノイブルクがオーバープファルツに編入された。帝国自由都市のレーゲンスブルクは1806年に神聖ローマ帝国が消滅するまで領域には含まれていなかった。
バイエルン王国建国後、1808年に行政組織の再編が行われ、15の郡が設置された。その後の領土変遷（チロル地方の喪失、プファルツ地方の編入）のため、郡の数は8つになった。

## 主な観光地

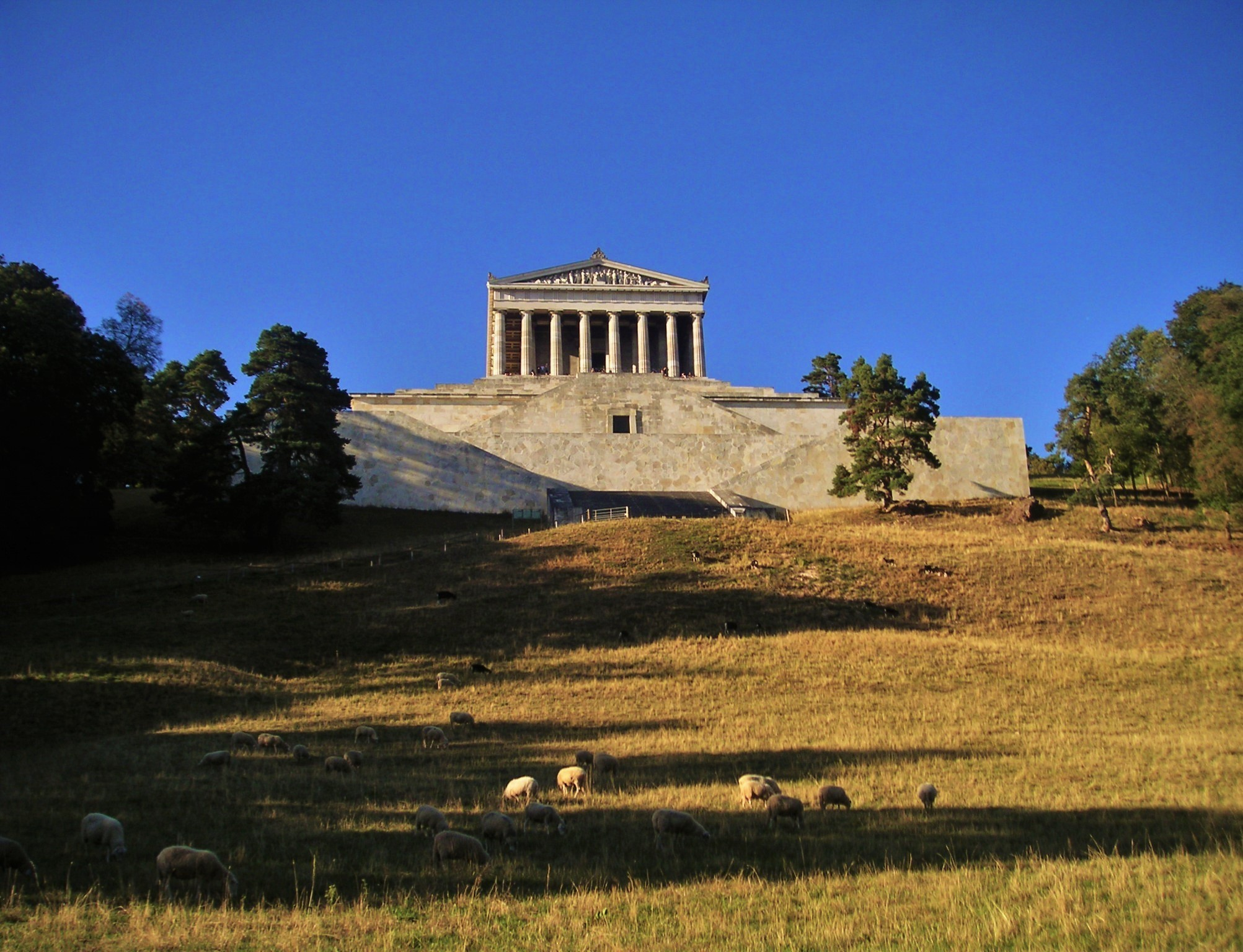
ヴァルハラ神殿

レーゲンスブルクのヴァルハラ神殿、アンベルク、ヴァイデン・イン・デア・オーバープファルツ、ヴァルトザッセン修道院、オーバープファルツの森など。

## 文献
Bufe, Siegfreid, "Eisenbahn in der Oberpfalz," (1979, Bufe-Fachbuch-Verlag). ISBN 3922138063